# 皮约勒卡扎莱
皮约勒卡扎莱（法語：Puyol-Cazalet，法語發音：[pɥijɔl kazalɛ]）是法国朗德省的一个市镇，属于蒙德马桑区。

## 地理
皮约勒卡扎莱（43°36'15"N, 0°24'25"W）面积4.59 平方千米，位于法国新阿基坦大区朗德省，该省份为法国西南部沿海省份，是法國本土面积第二大的省，北起吉倫特省，西临大西洋，南至大西洋比利牛斯省，东临热尔省，东北与洛特-加龍省接壤。
与皮约勒卡扎莱接壤的市镇（或旧市镇、城区）包括：阿尔布卡沃、克莱德、拉卡然特、佩罗卡佐泰特、潘博。

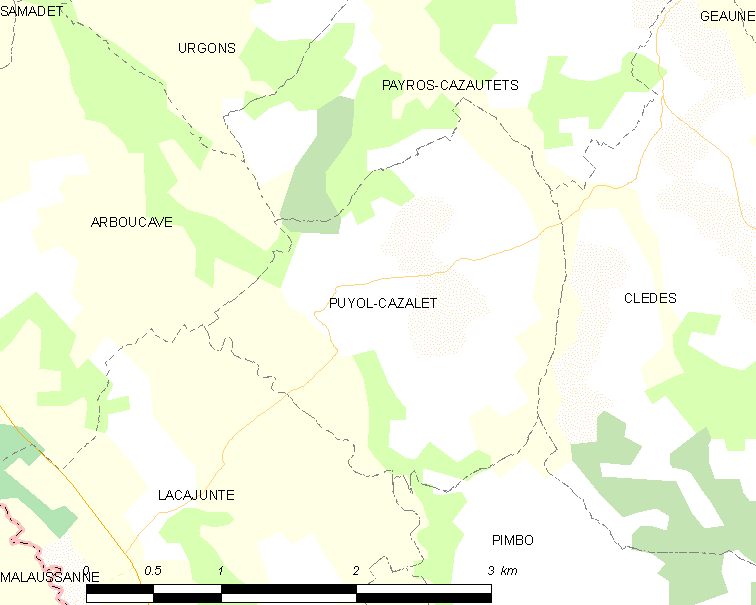
皮约勒卡扎莱的OSM定位图

皮约勒卡扎莱的时区为UTC+01:00、UTC+02:00（夏令时）。

## 行政
皮约勒卡扎莱的邮政编码为40320，INSEE市镇编码为40239。

## 政治
皮约勒卡扎莱所属的省级选区为沙洛斯-蒂尔桑县。

## 人口

1962-2008年间皮约勒卡扎莱人口变化图示

皮约勒卡扎莱于2022年1月1日时的人口数量为104人。